# Lodewijk van Nassaus veldtocht van 1574
Lodewijk van Nassaus veldtocht van 1574 in de Spaanse Nederlanden vond plaats van februari 1574 tot 14 april dat jaar en vormt een onderdeel van de Tachtigjarige Oorlog.

## Aanleiding
Na zijn mislukte eerste en tweede invasie was Willem van Oranje in een wijde boog om de Spaanse Nederlanden heen getrokken om zich tijdelijk in Frankrijk schuil te houden. Toen de Watergeuzen in Holland vaste voet aan wal hadden gekregen vertrok ook Willem daarheen, maar in het opstandig gebied was hij ingesloten, temeer daar nu ook Leiden door het reguliere leger werd geblokkeerd. Daarom schreef hij zijn broer Lodewijk van Nassau aan voor een nieuwe veldtocht. Omdat Lodewijk goede contacten met het Franse hof onderhield, verkreeg deze geldelijke steun om een nieuw huurleger aan de Rijn bijeen te brengen waarmee hij de Prins uit zijn netelige positie wilde verlossen. Daarbij kreeg hij eveneens steun van de keurvorst, Frederik III van de Palts, en van Keulen.

## Bedoeling
Het plan was om met de troepen via de oostelijke Maasoever richting de Betuwe te trekken, waar op dat moment Willem van Oranje een eigen strijdmacht bij Bommel had bijeengetrokken, en zich daar bij aan te sluiten voor verdere acties.

## De invasie
Willem van Oranje had per briefwisseling bij zijn broer aangedrongen op deze nieuwe invasie, die in het vroege voorjaar 1574 begon. Lodewijk van Nassau probeerde vergezeld van hun broer Hendrik van Nassau en de jonge hertog Christoffel van de Palts met zijn huurlingenleger van aanvankelijk 10.000 man richting Leiden noordwaarts te trekken. Bedoeling was zich bij een door de Prins bij Bommel samengebracht leger aan te sluiten.
De bijeengebrachte legermacht van losse weinig betrouwbare huurlingen vertoonde gebrek aan orde en krijgstucht. Zoals de keren tevoren werd de bevolking van de Maasstreek ook nu voor de derde keer getroffen door een ongeordend plunderend, rovend en brandschattend Oranjeleger. Ook kerken en kloosters in de Zuidelijke Nederlanden moesten het onderweg alweer ontgelden.
Op 19 februari kwamen ze bij Maastricht aan. Maar Maastricht en ook het noordelijker gelegen Roermond waren goed verdedigd door de reguliere troepen onder Sancho d'Ávila.
Bij een eerste treffen moest het 'Nassauleger' begin maart al enkele belangrijke nederlagen incasseren van de kant van D'Ávila, die voordien nog met Mondragón de Watergeuzen had bestreden.
Omdat hij niet meer hoopte daar over de Maas te geraken, trok Lodewijk snel noordwaarts om het bij Roermond te proberen. Dat leverde echter hetzelfde scenario, zodat hij besloot te proberen bij Nijmegen over de Waal te komen.

### Slag op de Mookerheide

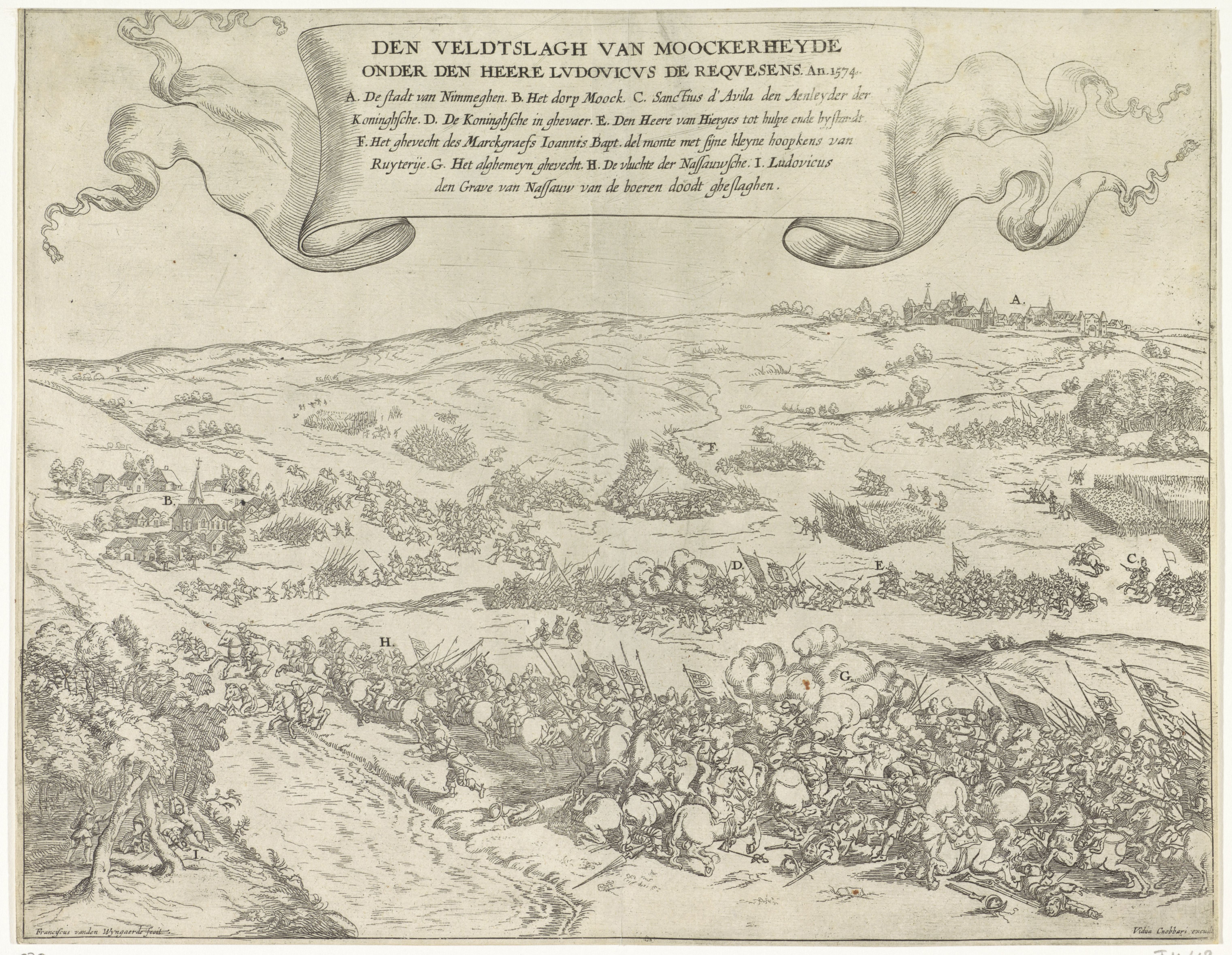
Slag op de Mookerheide

De vooruitgesnelde Spaanse legers wachtten hem aan de linker Maasoever op en de 14e april bracht D'Ávila hem bij Mook een verpletterende nederlaag toe, waarbij de Nassause veldheer zelf, met hertog Christoffel en zijn broer Hendrik sneuvelden, terwijl hun bevrijdingsleger uiteengejaagd werd. Daarmee eindigde de derde invasie.

## Gevolgen
Na het nieuws van de slag op de Mookerheide keerde een verbitterde Prins van Oranje ijlings naar Holland, waar de reguliere troepen intussen opnieuw hun schansen rond Leiden hadden ingenomen. Hij beschikte nu nog over 70 vendels infanterie in Holland, 14 in Zeeland, 20 in Waterland, alles tezamen zo'n 12 000 man, en een honderdtal oorlogsvaartuigen over de drie streken van het opstandig gebied verspreid.
Het in aantal verreweg overwegend katholieke deel van de bevolking, dat krachtens het inmiddels door landvoogd Requesens aangeboden Algemeen Pardon op een genadige behandeling rekende, drong sterk aan op onderhandelingen en was erg sceptisch over de plannen tot ontzet, waarover vertegenwoordigers van Willem van Oranje het bleven hebben.